# Setina pontica
Setina pontica là một loài bướm đêm thuộc phân họ Arctiinae, họ Erebidae.